# Ksar

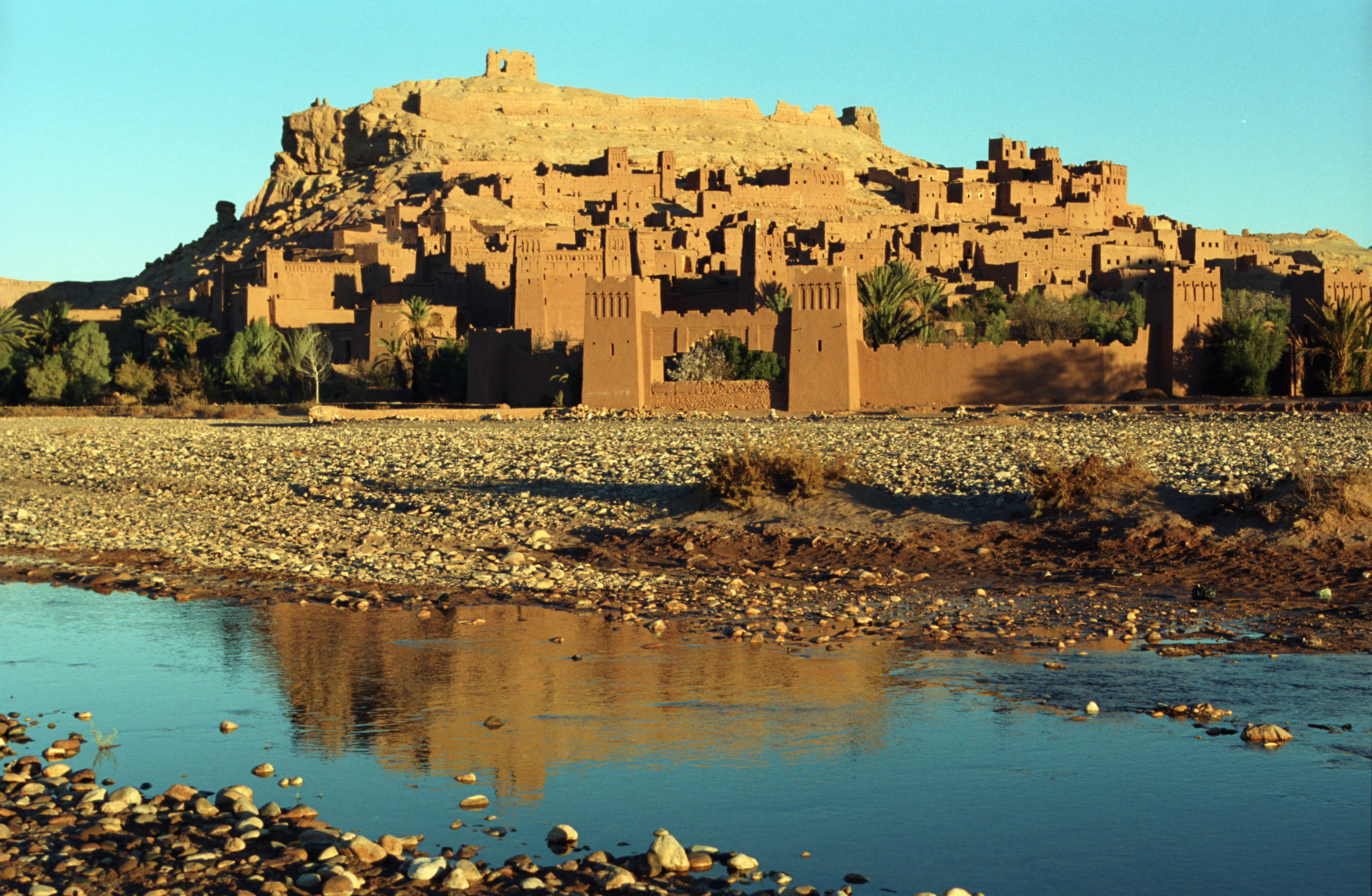
ksar Ait Ben Haddou

Ksar nebo též kasr (arabsky قصر‎, berbersky ⵉⵖⵔⴻⵎ) je pojmenování pro tradiční venkovské opevněné vesnice v regionu Maghrebu (především v Maroku, Alžírsku, Tunisku a Mauritánii), ale i Blízkého východu (Jordánsko, Sýrie). Opevnění poskytovalo ochranu obyvatelstvu před nájezdy nomádů či nepřátelských kmenů. Ksary vznikaly nejčastěji v blízkosti oáz či vodních toků při stezkách karavan křižujících Saharu.
Jednotlivé stavby v ksaru tvoří propojený systém obytných a skladovacích staveb. Mohou se zde nacházet i stavby veřejného sektoru – např. mešita či lázně. Nejčastějším stavebním materiálem jsou nepálené cihly adobe, případně kámen. Výraz „ksar“ se může vztahovat i na centrální palác či citadelu, které se většinou nacházely na vyvýšeném místě.